# Fort Belknap Agency
Fort Belknap Agency é uma Região censo-designada localizada no estado americano de Montana, no Condado de Blaine.

## Demografia
Segundo o censo americano de 2000, a sua população era de 1262 habitantes.

## Geografia
De acordo com o United States Census Bureau tem uma área de
28,6 km², dos quais 28,1 km² cobertos por terra e 0,5 km² cobertos por água. Fort Belknap Agency localiza-se a aproximadamente 724 m acima do nível do mar.

## Localidades na vizinhança
O diagrama seguinte representa as localidades num raio de 52 km ao redor de Fort Belknap Agency.